# Handball Club Gien Loiret
Actualités
Le Handball club Gien Loiret ou HBC Gien Loiret est un club de handball français basé dans la ville de Gien, le département du Loiret et la région Centre-Val de Loire. Pour la saison 2022-2023, le HBC Gien évolue en Nationale 1.

## Repères historiques
C'est en 1967, sous l'impulsion de Guy Meneau que 10 copains créent le Hand Ball Club du Val de Loire. Il adhère deux ans plus tard, en 1969, à la Fédération française de handball et s’engage dans le championnat départemental.
Dans les années 1970, plusieurs étapes sportives sont franchies : l’équipe senior accède au championnat régional et les juniors prennent part au Championnat de France.
En 1988, le club accès aux divisions nationales et poursuit son ascension. En 1995, il accède à la Division 2, l’antichambre de l’élite, et y restera jusqu’en 2000.
Depuis les années 2000, le club navigue entre la N2 et la N1 avec encore une remontée en N1 en 2018 acquise de contre la réserve du HBC Nantes.

## Joueurs célèbres
- Geoffroy Krantz : 1998-2000
- Ahmed Ahouari
- Mohamed Ahouari
- Abdel Khabizza
- William Frey
- Ghennadii Solomon (2003-2006)
- Frédéric Chaumeron (entraineur équipe de France militaire et Gendarmerie)
- Soufian Idir
- Mohamed Zaroili